# Casa del General San Martín
La Casa del General San Martín de Cervatos de la Cueza (Palencia, España), constituye un ejemplo de arquitectura popular en Tierra de Campos. El inmueble, casa natal del capitán Juan de San Martín, fue en su día vivienda de la familia de San Martín y actualmente está acondicionado como Museo. Se localiza en el solar número 27 de la calle Las Solanas, como edificio aislado, adosado al fondo con otro inmueble, y cerrado por una tapia de dos metros de altura aproximadamente.
La estructura de cubierta es de madera, y el elemento de cubrición teja de cerámica árabe.
Un gran portalón de madera, protegido por tejaroz, sirve de acceso a la parcela, situándose al fondo el edificio en forma de «U» invertida formando un juego irregular de volúmenes con direcciones no ortogonales. La carpintería es de madera, con rejería de forja en ventanas, de pequeñas dimensiones.
La casa se articula siguiendo la tipología tradicional de la casa de labranza en Tierra de Campos, en dos espacios centrales: la zona de vivienda y la de los animales.
A la izquierda del patio que precede a la casa, se localizan la cuadra donde se guardaban las caballerías y los aperos de labranza. El resto de las dependencias se localizan en planta baja. La cocina de horno, donde están todos los útiles de amasar el pan, donde se curan las matanzas y donde se cocina en verano, a fin de alejar la lumbre de la cocina, que en verano se usa como comedor, por ser más fresco. Los dormitorios dotados de trébedes para calentarse en invierno. A través de una pequeña escalera se accede al sobrado, lugar destinado a recoger el grano.